# Вакцина проти кору
Вакцина проти кору — це вакцина, яка дуже ефективно запобігає зараженню кором. Після першої дози 85 % дітей віком дев'ять місяців та 95 % дітей віком дванадцять місяців набувають імунітет. Майже всі з тих, хто не набув імунітет після першої дози, набувають його після ревакцинації — введення другої дози. Коли вакциновано більше 93 % населення, спалахів кору, як правило, більше не відбувається. Проте вони можуть виникнути знову, якщо охоплення населення вакцинацією зменшиться. Набутий після введення вакцини імунітет залишається напруженим багато років. Вакцина може також захистити людину від появи хвороби, якщо її введено протягом декількох днів після контакту з хворою людиною.

## Безпечність
Вакцина у більшості випадків є безпечною, в тому числі для людей з ВІЛ-інфекцією. Побічні ефекти, як правило, є незначними та минущими. Вони можуть включати в себе біль в місці ін'єкції або невелике підвищення температури. Частота виникнення анафілаксії становить близько одного випадку на сто тисяч осіб. Не виявлено доказів збільшення частоти виникнення синдрому Гієна — Барре, аутизму та псевдомембранозного коліту.

## Склад та лікарська форма

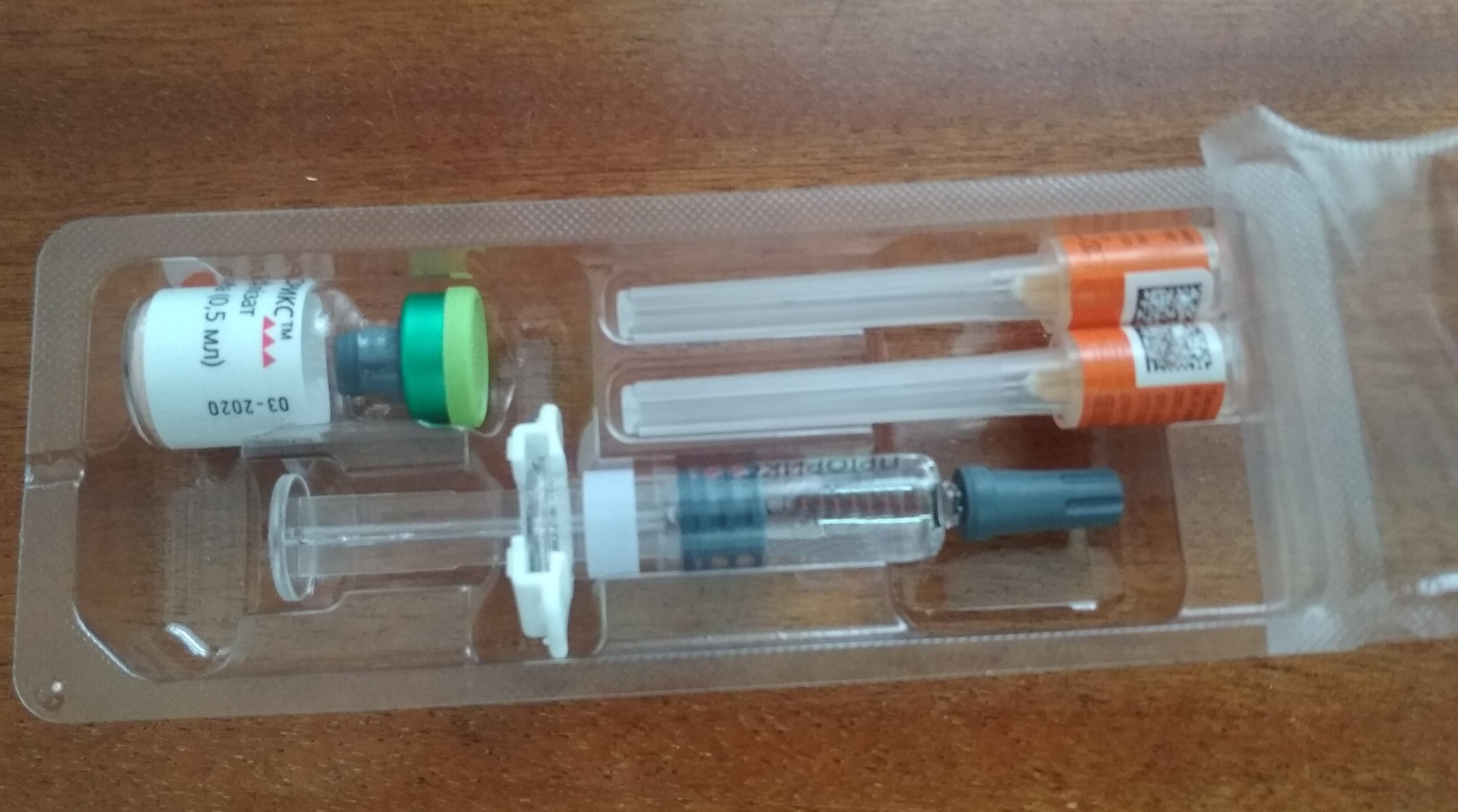
Жива комбінована вакцина для профілактики кору, епідемічного паротиту та краснухи

Вакцина доступна як сама по собі, так і в поєднанні з іншими вакцинами, в тому числі з вакциною проти краснухи, епідемічного паротиту та вітряної віспи (вакцини КПК і КПКВ). Вакцина працює однаково добре у будь-якому складі. Всесвітня організація охорони здоров'я рекомендує проводити вакцинацію в районах світу, де ця хвороба є поширеним явищем, у віці дев'яти місяців. В районах, де хвороба не є поширеним явищем, обґрунтованою є вакцинація у віці дванадцяти місяців. Це жива вакцина. Її випускають у вигляді сухого порошку, який необхідно розчиняти у спеціальній рідині перед введенням безпосередньо під шкіру або в м'яз. Ефективність вакцини визначається за допомогою аналізу крові.

## Історія, суспільство і культура

Проведена вакцинація у різних країнах світу (2010)

Станом на 2013 рік близько 85 % дітей у всьому світі пройшли вакцинацію. В 2008 році щонайменше 192 країни проводили вакцинацію та ревакцинацію — вводять послідовно дві дози. Вакцина вперше з'явилася в 1963 році. У 1971 році була розроблена та впроваджена комбінована вакцина проти кору, епідемічного паротиту та краснухи (КПК). У 2005 році до комбінованої вакцини була додана вакцина проти вітряної віспи. Таким чином. на сьогодні у медичній практиці використовують комбіновану вакцину КПКВ. Вакцина входить до Переліку основних лікарських засобів ВООЗ, який складається з перерахування найбільш важливих ліків у базовій системі охорони здоров'я. Вакцина не є дуже дорогою. Практично на сьогодні в світі, в тому числі, в Україні, застосовують для запобігання кору вакцину в складі комбінованої КПК або КПКВ у Календарі щеплень.

## Відсутність щеплення
Через антивакцинаторський рух та проблеми системи охорони здоров'я у Румунії за осінь 2016 — зиму 2017 від кору померло 17 дітей та інфіковано тисячі. За період лютий 2016 — березень 2017 інфіковано на 3 400 осіб більше, ніж за аналогічний період попереднього року, коли захворіло лише 7 і не було жодної смерті. За словами місцевого міністра охорони здоров'я, Флоріна Богуда, у країні першою вакциною щеплено лише 80 %, другою — лише 50 %. Згідно з рекомендацією ВООЗ, вакцинація проти кору має покривати 95 % популяції.